# Fabrício Isidoro
Fabrício Isidoro Fonseca de Jesus, noto semplicemente come Fabrício Isidoro (Belo Horizonte, 28 gennaio 1992), è un calciatore brasiliano, centrocampista del Leixões.

## Caratteristiche tecniche
È un centrocampista centrale.

## Carriera
Cresciuto nel settore giovanile del Cruzeiro, ha trascorso i primi anni di carriera giocando nei campionati statali ed in Série D, fino all'approdo in Europa nel 2016, quando ha firmato con i portoghesi del Louletano, militanti nel Campeonato de Portugal. Nel 2017 è stato acquistato dal Farense, con cui è stato protagonista di una doppia promozione nell'arco di tre stagioni che ha portato il club bianconero in Primeira Liga a 18 anni di distanza dall'ultima volta.
Ha debuttato nella massima serie portoghese il 20 settembre 2020 disputando l'incontro perso 2-0 contro il Moreirense.